# 圣布鲁万莱福斯
圣布鲁万莱福斯（法語：Saint-Broingt-les-Fosses，法語發音：[sɛ̃ bʁwɛ̃ le fos]）是法国上马恩省的一个市镇，属于朗格勒区。

## 地理
圣布鲁万莱福斯（47°42'50"N, 5°16'22"E）面积12.37 平方千米，位于法国大東部大區上马恩省，该省份为法国东北部内陆省份，北起马恩省和默兹省，西接奥布省，西南接科多尔省，东南接上索恩省，东临孚日省。
与圣布鲁万莱福斯接壤的市镇（或旧市镇、城区）包括：拜塞、勒瓦勒代农、勒谢、勒蒙索若奈、维勒居西安勒拉克。

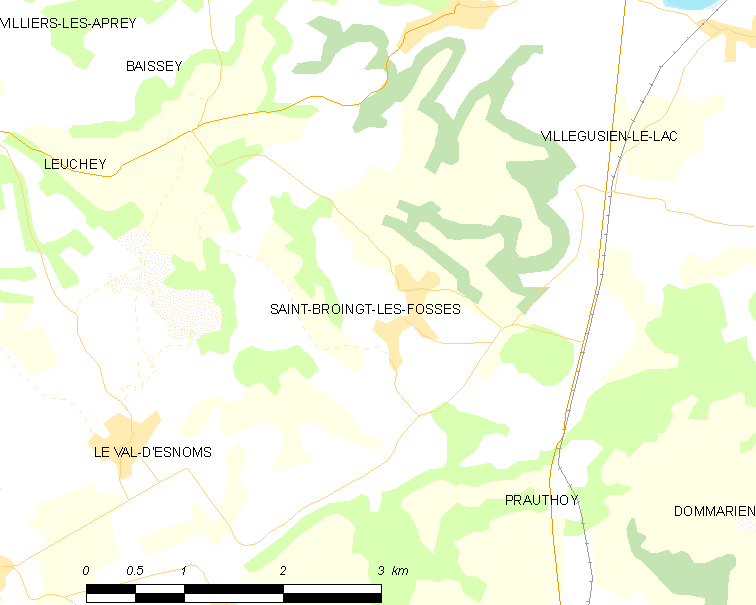
圣布鲁万莱福斯的OSM定位图

圣布鲁万莱福斯的时区为UTC+01:00、UTC+02:00（夏令时）。

## 行政
圣布鲁万莱福斯的邮政编码为52190，INSEE市镇编码为52446。

## 政治
圣布鲁万莱福斯所属的省级选区为维勒居西安勒拉克县。

## 人口

1962-2008年间圣布鲁万莱福斯人口变化图示

圣布鲁万莱福斯于2022年1月1日时的人口数量为236人。